# Bistum Mangochi
Das Bistum Mangochi (lat.: Dioecesis Mangociensis) ist eine in Malawi gelegene römisch-katholische Diözese mit Sitz in Mangochi.

## Geschichte
Das Bistum Mangochi wurde am 29. Mai 1969 durch Papst Paul VI. mit der Apostolischen Konstitution Quam studiose aus Gebietsabtretungen des Bistums Zomba als Apostolische Präfektur Fort Johnston errichtet. Am 17. September 1973 wurde die Apostolische Präfektur Fort Johnston durch Paul VI. mit der Apostolischen Konstitution Cum Nostrum zum Bistum erhoben und in Bistum Mangochi umbenannt. Es wurde dem Erzbistum Blantyre als Suffraganbistum unterstellt.

## Ordinarien

### Apostolische Präfekten von Fort Johnston
- Alessandro Assolari SMM, 1969–1973

### Bischöfe von Mangochi
- Alessandro Assolari SMM, 1973–2004
- Luciano Nervi SMM, 2004–2005
- Alessandro Pagani SMM, 2007–2013
- Montfort Stima, seit 2013